# 大進局
大進局（だいしんのつぼね、生没年未詳）は、平安時代末期から鎌倉時代初期の女性。鎌倉幕府の御家人・常陸入道念西の娘。源頼朝の愛妾。頼朝の庶子・貞暁の母。

## 生涯
大進局は大倉御所に仕える女房で、密かに頼朝の寵愛を受け、文治2年（1186年）2月26日、長門景遠（加藤景廉の一族）宅で頼朝の男子を出産する。事が露見すると、頼朝の妻・北条政子が「はなはだ不快」であるとして、出産の儀式はすべて省略された。
建久2年（1191年）正月23日、政子の怨みが激しいため、頼朝から上洛を促され、京に近い伊勢国三カ山の所領を与えられた。建久3年（1192年）4月11日、頼朝から7歳になる男子の乳母父を命じられた小野成綱、一品房昌寛、大和守・藤原重弘らは政子の嫉妬の激しさに恐れをなしてことごとく辞退したため、最終的に長門景国（景遠の子）に任じられ、翌月に子を伴って上洛するよう定められた。5月19日、子は仁和寺の隆暁法眼（一条能保の養子）の弟子として入室するため上洛した。供には長門景国、江内能範、土屋宗光、大野藤八、由井家常が従った。由井の邸から出発する前日の晩、頼朝は密かに邸を訪れて子に太刀を与えた。子は出家してのちに貞暁と名乗る。
その後、大進局は出家して禅尼となり、法印行寬（源行家の子）の世話で摂津国で老後を送っていたが、寛喜3年（1231年）2月、貞暁は病により46歳で母に先だって死去し、禅尼が深く嘆いた事が『明月記』に記されている。